# Evert van de Poll
Evert Wilhelm van de Poll (Olst, 3 november 1952) is een Nederlandse evangelische theoloog, predikant en voormalig redacteur. Heden ten dage is hij predikant bij de baptisten in Zuid-Frankrijk en als universitair hoofddocent verbonden aan de Vlaamse Evangelische Theologische Faculteit Leuven (ETF).

## Jeugd en opleiding
Van de Poll bracht zijn jeugd door in het Noord-Gelderse Oldebroek. Christelijk opgevoed maakte hij als tiener een bewuste bekering door. Als zoon van een kerkorganist en koordirigent volgde hij aan het nabijgelegen Zwolse Conservatorium een opleiding tot pianist en organist. Vervolgens werd hij getraind als zendeling aan het Birmingham Bible Institute in Engeland, tegelijkertijd theologie studerend aan de Universiteit van Londen. In 1990 legde hij het kerkelijk examen aan de Rijksuniversiteit Utrecht af, drie jaar later gevolgd door het doctoraal examen aan dezelfde universiteit. In 2000 behaalde hij ook een theologisch diploma aan de Faculté Libre de Théologie Evangélique in het Franse Vaux-sur-Seine en in 2008 promoveerde hij op het proefschrift Sacred Times For Chosen People: Development, Analysis and Missiological Significance of Messianic Jewish Holiday Practice aan de Evangelische Theologische Faculteit Leuven.

## Werkzaamheden
In 1976 was hij medeoprichter van de evangelische gemeente De Kandelaar in Voorthuizen (tegenwoordig deel uitmakend van de Verenigde Pinkster- en Evangeliegemeenten), waaraan hij tot 1989 verbonden zou blijven. In deze plaats was hij vanaf 1976 tot 1982 met zijn echtgenote Janna Stapert werkzaam bij de op het Midden-Oosten gerichte zendingsorganisatie Near East Ministry. Daarna verlegde hij zijn activiteiten, hij nam het hoofdredacteurschap van het sociaal-evangelische magazine Réveil op zich en stond in 1981 aan de wieg van een nieuw theologisch tijdschrift op evangelische grondslag, Soteria geheten, en waarvan hij tot 1995 redacteur was. Eveneens hield hij zich bezig met vertalingen, het schrijven van christelijke boeken en artikelen, het geven van spreekbeurten en doceerde hij zo nu en dan in Afrika over maatschappelijk-christelijke onderwerpen.
Van 12 januari 1992 tot 12 januari 1995 stond Van de Poll als Nederlands-hervormd predikant in de Samen op Wegkerk in Lelystad. Hij nam ontslag vanwege zijn standpunt over de doop. Van de Poll is een tegenstander van de kinderdoop en een voorstander van dopen op belijdenis, ook wanneer dat het 'overdopen' inhoudt van hen die als kind al gedoopt zijn. Zijn laagdrempelige, evangeliserende wijze van werken kon evenmin op ieders instemming kon rekenen.
Het was zijn bedoeling om predikant in de Nederlandse Hervormde Kerk te blijven - zo was hij nog medeoprichter van het Evangelisch Werkverband - maar later in het jaar van zijn vertrek stichtte hij met een aantal gelijkgezinden de evangelische gemeente Reveil in Lelystad (behorend tot de Verenigde Pinkster- en Evangeliegemeenten).
In 1998 lieten Van de Poll en zijn echtgenote alles achter zich en vertrokken naar Frankrijk, waar zij kwamen te werken in een christelijk opvangtehuis. Ze waren het Frans niet goed machtig en in hun streven om zich deze taal grondig eigen te maken, verplichtten ze zich tegen elkaar zich alleen maar in die taal uit te drukken. Tezamen werden ze in 1999 predikant bij de Federatie van Franse Baptisten Gemeenten (Fédération des Églises Évangéliques Baptistes de France - FEEBF), eerst een jaar in het Noord-Franse Cherbourg, daarna in diverse plaatsen in Zuid-Frankrijk, laatstelijk in het aan de voet van de Pyreneeën gelegen plaatsje Castelnaudary in het oude land van de Katharen.
Naast zijn predikantschap is Van de Poll sinds 2002 gastdocent Nieuwe Testament in Congo-Brazzaville en gaf hij van 2001 tot 2008 les in missiologie en praktische theologie aan de Evangelische Theologische Faculteit Leuven. Sinds 2009 is hij toerustingspredikant bij de FEEBF en aan de hiervoor genoemde Vlaamse universiteit universitair hoofddocent missiologie en godsdienstwetenschappen. Hij is nog steeds woonachtig in Castelnaudary, waar zijn echtgenote voorgaat in een evangelische gemeente.
De evangelisch georiënteerde Van de Poll heeft een groot aantal godsdienstige boeken geschreven, onder meer over maatschappelijke onderwerpen, liturgie en de Messiasbelijdende Joden. Hij is een voorstander van variatie in de liturgie en waarschuwt tegen een mogelijke verdringing in evangelische gemeenten van de prediking door opwekkingsliederen met te weinig diepgang. Over de Messiaanse beweging merkt hij op dat hun godsdienstige opvattingen toch niet zo joods zijn als ze zelf beweren maar dat het een nieuwe traditie betreft, gebaseerd op bijbelse, christelijke en traditioneel-joodse elementen. Van de Poll ziet de messiaans-joodse gemeenschappen als pogingen om het christelijk geloof binnen een religieus-joodse context te incultureren.

## Onderscheiding
- 2009: Franz Delitzschprijs voor zijn dissertatie uit 2008, Sacred Times For Chosen People: Development, Analysis and Missiological Significance of Messianic Jewish Holiday Practice[8]

## Werken
- Israël je kunt er niet omheen, 1978, ISBN 90-6392-001-6
- De christen en de politiek, 1980, ISBN 90-6067-155-4
- Volgend jaar in Jeruzalem, 1981, ISBN 90-6067-196-1
- Sociaal reveil: evangelischen in de samenleving vroeger en nu: tussen isolement en sociale aktie, 1984, ISBN 90-297-0768-2
- Op gespannen voet: geschiedenis en aktualiteit van Romeinen 13 en Openbaring 13, 1985, ISBN 90-242-2959-6
- Vroom en radikaal: het noodzakelijke gesprek tussen evangelischen en basisbeweging, 1986, met Jurjen Beumer en Hendrikus Berkhof, ISBN 90-259-4287-3
- Bewaar de aarde: Christen-zijn en het behoud van de schepping: een werkboek, 1988, met Janna Stapert, ISBN 90-71864-02-2
- Als het water bitter is: evangelisch denken en de milieucrisis, 1988, met Janna Stapert, ISBN 90-71864-01-4
- Israel, de gemeente en het verbond, 1988, ISBN 90-71864-03-0
- Een nieuw gezang: opwekkingslied en gospelmuziek: gesprekken met Charles Groot, Bart van Empel, Wiesje Hoekendijk, Kees van Setten, Jacques Helder, Maria Vinkenburg, Chris Eijer, Gert van den Bos, Leen La Rivière, Hans Loeve, 1992, met Charles Groot, ISBN 90-71864-33-2
- Dopen en laten dopen, 1995, ISBN 90-6067-669-6
- De ene bril is de andere niet: diverse visies over de verhouding tussen Israël en de gemeente op een rij gezet en nader bekeken, 1999, ISBN 90-75864-19-1
- De Messiaanse beweging: en haar betekenis voor christenen, 2001, ISBN 90-73895-19-7
- De feesten van Israël: goed nieuws voor christenen: met messiaanse Haggadah, 2002, ISBN 90-73895-08-1
- Christenen verkennen andere godsdiensten in West-Europa, 2008, met Pieter Boersema, Jaap Hansum en Pieter Siebesma, ISBN 978-90-239-2222-3
- Sacred times for chosen people: development, analysis and missiological significance of messianic Jewish holiday practice (proefschrift), 2008, ISBN 978-90-239-2329-9
- Samen in de naam van Jezus: over evangelische liturgie en muziek, 2009, ISBN 978-90-239-2349-7
- Messianic Jews and Their Holiday Practice: History, Analysis and Gentile Christian Interest, 2015, ISBN 978-36-316-5882-6
- Christian Faith and the Making of Europe, Yesterday and Today, 2020